# Guaraniaçu
Guaraniaçu ist ein brasilianisches Munizip im Westen des Bundesstaats Paraná. Es hat 15.869 Einwohner (2022), die sich Guaraniaçuaner oder Guaraniaçuenser nennen. Seine Fläche beträgt 1.238 km². Es liegt 911 Meter über dem Meeresspiegel.

## Etymologie
Der Name stammt aus dem Guarani. Er bedeutet Wolf, der die großen Wasser bewohnt. Eine zweite Version besagt, dass er großer Guarani bedeutet. Eine weitere Deutung sieht ihn als Zusammensetzung der Flüssenamen Rio Guarani und Rio Iguaçu.

## Geschichte

### Colônia Militar do Iguaçu
Es begann 1888 mit der Gründung der Colônia Militar do Iguaçu, dem heutigen Foz do Iguaçu. Aufgrund seiner Fruchtbarkeit zog das Land Siedler aus Santa Catarina und Rio Grande do Sul an, die die ersten Siedlungen gründeten. Angesichts der großen Fortschritte wurde 1917 bis 1922 eine Straße von Guarapuava nach Foz do Iguaçu gebaut. Es entstanden die ersten Dörfer Rocinha 1919 und Mato Queimado 1920.

### Revolution 1924
Diese Region war in den Jahren 1922 bis 1925 Schauplatz zahlreicher Kämpfe zwischen den legalen und den aufständischen Truppen der Coluna Prestes. Der Durchzug der Revolutionäre durch das Munizipgebiet fand in Mato Queimado Baixo, Rocinha, Belarmino und Medeiros statt. In der Schusslinie befanden sich Medeiros und Bormann, wo die Regierungstruppen Unterschlupf fanden. Noch heute gibt es Spuren der Schützengräben und auf dem Friedhof die Gräber der gefallenen Offiziere. Im Historischen Museum der Stadt sind Gegenstände dieser Zeit wie Kanonenkugeln, Gewehre oder Dolche zu sehen.

### Kolonisierung
Das Gebiet, in dem die Kolonisierung von Guaraniaçu begann, gehörte ursprünglich der Familie Virmond aus Guarapuava. 1926 wurde in Rocinha das erste Geschäftshaus von Antonio Pacheco Queiroz eröffnet. Im Jahr 1937 wurde die erste Schule von Severino Modesto da Rosa gebaut. Die Kinder wurden von dessen Sohn Joaquim Modesto da Rosa unterrichtet.
Mato Queimado und Rocinha stritten um die Präfektur und den Gemeindesitz, was damals zu Kämpfen bis hin zu Todesfällen führte. Mit einstimmigem Beschluss der damaligen Stadtverordneten wurde das Rathaus endgültig an seinen heutigen Platz verlegt. Dieser bekam den Namen Planalto, der später auf den heutigen Namen Guaraniaçu geändert wurde.
Im Jahr 1935 ließ sich die Familie Joaquim Gasparini in Guaraniaçu nieder und richtete das erste Gasthaus/Hotel ein für Reisende auf dem Transport von Vieh, Schweinen und  Pferden.

### Erhebung zum Munizip
Guaraniaçu wurde durch das Staatsgesetz Nr. 790 vom 14. November 1951 aus Laranjeiras do Sul ausgegliedert und in den Rang eines Munizips erhoben. Es wurde am 14. Dezember 1952 als Munizip installiert.

## Geografie

### Fläche und Lage
Guaraniaçu liegt auf dem Terceiro Planalto Paranaense (der Dritten oder Guarapuava-Hochebene von Paraná). Seine Fläche beträgt 1238 km². Es liegt auf einer Höhe von 911 Metern.

### Vegetation
Das Biom von Guaraniaçu ist Mata Atlântica.

### Klima
Das Klima ist gemäßigt warm. Es werden hohe Niederschlagsmengen verzeichnet (1815 mm pro Jahr). Im Jahresdurchschnitt liegt die Temperatur bei 19,3 °C. Die Klimaklassifikation nach Köppen und Geiger lautet Cfa.

### Gewässer
Guaraniaçu liegt zwischen Rio Piquiri an der nördlichen und Rio Iguaçu an der südlichen Grenze des Munizips. Der linke Piquiri-Nebenfluss São Francisco entspringt auf der Höhe der BR-277 und mündet an der nördlichen Grenze in den Piquiri. Im Norden des Munizips fließt der Arroio do Adãozinho ebenfalls zum Piquiri. Der Rio Izolina bildet bis zu seiner Mündung in den Rio Guarani die westliche Grenze.

### Straßen
Guaraniaçu liegt an der BR-277, die das Munizip etwa auf der Wasserscheide zwischen Piquiri und Iguaçu durchquert. Sie führt von Foz do Iguaçu zum Hafen Paranaguá über die Großstädte Cascavel und Guarapuava.

### Nachbarmunizipien
| Campo Bonito | Campina da Lagoa                            | Diamante do Sul und Altamira do Paraná |
| Ibema        | Kompassrose, die auf Nachbargemeinden zeigt |                                        |
| Catanduvas   | Quedas do Iguaçu und Espigão Alto do Iguaçu | Nova Laranjeiras                       |

## Stadtverwaltung
Bürgermeister: Osmario de Lima Portela, PDT (2021–2024)
Vizebürgermeister: Jose Aparecido Gracioso, PP (2021–2024)

## Demografie

### Bevölkerungsentwicklung
| Jahr | Einwohner | Stadt | Land |
| ---- | --------- | ----- | ---- |
| 1960 | 21.422    | 7 %   | 93 % |
| 1970 | 28.649    | 12 %  | 88 % |
| 1980 | 34.465    | 22 %  | 78 % |
| 1991 | 26.012    | 33 %  | 67 % |
| 2000 | 17.201    | 47 %  | 53 % |
| 2010 | 14.582    | 54 %  | 46 % |
| 2022 | 15.869    |       |      |

Quelle: IBGE (2011) und Volkszählung 2022

### Ethnische Zusammensetzung
| Gruppe * | 1991    | 2000    | 2010    | wer sich als …                                                                   |
| --- | ------- | ------- | ------- | -------------------------------------------------------------------------------- |
| Weiße | 67,8 %  | 87,4 %  | 68,4 %  | weiß bezeichnet                                                                  |
| Schwarze | 2,4 %   | 2,9 %   | 7,6 %   | schwarz bezeichnet                                                               |
| Gelbe | 0,1 %   | 0,1 %   | 1,5 %   | von fernöstlicher Herkunft wie japanisch, chinesisch, koreanisch etc. bezeichnet |
| Braune | 28,6 %  | 9,1 %   | 22,5 %  | braun oder als Mischung aus mehreren Gruppen bezeichnet                          |
| Indigene | 0,7 %   | 0,3 %   | 0,0 %   | Ureinwohner oder Indio bezeichnet                                                |
| ohne Angabe | 0,4 %   | 0,3 %   | 0,0 %   |                                                                                  |
| Gesamt | 100,0 % | 100,0 % | 100,0 % |                                                                                  |
| *) Das IBGE verwendet für Volkszählungen ausschließlich diese fünf Gruppen. Es verzichtet bewusst auf Erläuterungen. Die Zugehörigkeit wird vom Einwohner selbst festgelegt. |         |         |         |                                                                                  |

Quelle: IBGE (Stand: 1991, 2000 und 2010)

## Wirtschaft

### Kennzahlen
Mit einem Bruttoinlandsprodukt pro Einwohner von 29.598,66 R$ bzw. rund 6.600 € lag Guaraniaçu 2019 auf dem 186. Platz im zweiten Viertel der 399 Munizipien Paranás.
Sein mittelhoher Index der menschlichen Entwicklung von 0,677 (2010) setzte es auf den 310. Platz im untersten Viertel der paranaischen Munizipien.